# Nguyễn Văn Tre
Nguyễn Văn Tre (1934-1971), thường đọc trại thành Che là một liệt sĩ, Anh hùng Lực lượng vũ trang nhân dân Việt Nam.

## Thân thế và cuộc đời
Ông sinh năm 1934, trong gia đình nông dân nghèo ở làng Thanh Mỹ, quận Cái Bè, tỉnh Mỹ Tho, từ năm 1956 gọi là xã Thanh Mỹ thuộc huyện Mỹ An, tỉnh Kiến Phong, đến năm 1974 lại thuộc về tỉnh Sa Đéc (nay là xã Thanh Mỹ, huyện Tháp Mười, tỉnh Đồng Tháp).
Thời trẻ, ông sớm hoạt động cho Mặt trận Dân tộc Giải phóng miền Nam Việt Nam, tham gia lực lượng du kích tại địa phương chống lại chính quyền Việt Nam Cộng hòa.
Ông được biết nhiều với các bẫy phục kích đối phương bằng cách loại chông, lôi, trái gài tự tạo, chủ yếu ở vùng ấp Hưng Lợi quê ông. Tính chung từ năm 1965 - 1971, với các bẫy bằng trái gài, ông cùng các đồng đội đã thực hiện 250 lần phục kích, làm tử thương 150 binh sĩ đối phương (trong đó có 10 quân nhân Mỹ), làm bị thương hơn 200 người (có 20 quân nhân Mỹ). Dưới đây là vài trận tiêu biểu:
- Mùa khô năm 1967, 1 tiểu đoàn của Sư đoàn 7 VNCH hành quân vào xã, ông cùng đồng đội gài 1 trái pháo 105 ly và 20 lựu đạn tại gò cao, làm chết và bị thương 30 binh sĩ VNCH.
- Mùa mưa năm 1969, 1 trung đoàn của sư đoàn 7 VNCH, chia nhiều mũi đánh vào vị trí tình nghi là điểm hội nghị Binh vận của tỉnh ở vườn bà Năm Phì (kênh Nguyễn Văn Tiếp B). Được giao nhiệm vụ bảo vệ hội nghị, ông cùng các du kích bám theo các mũi hành quân, gài lựu đạn ngăn chặn không cho đối phương vào. Đến tối, ông gỡ lựu đạn, đưa 60 đại biểu ra khỏi vòng vây an toàn, rồi trở lại gài lựu đạn. Đến sáng, phía VNCH tiếp tục hành quân vào, nhưng lọt vào bãi gài, bị tử thương 60 binh sĩ.
Năm 1969, ông được bầu chiến sĩ thi đua cấp tỉnh, được tặng 2 danh hiệu Dũng sĩ cấp ưu tú, nhiều Bằng khen, Giấy khen.
Tháng 2 năm 1971, ông hy sinh, đang là Phó Bí thư Xã ủy, Chính trị viên Xã đội Thanh Mỹ.

## Vinh danh
Ngày 30 tháng 10 năm 1978, liệt sĩ Nguyễn Văn Tre được Chủ tịch nước Cộng hoà Xã hội chủ nghĩa Việt Nam truy tặng danh hiệu Anh hùng lực lượng vũ trang nhân dân.
Ấp Hưng Lợi và xã Thanh Mỹ quê ông cũng được tặng danh hiệu Anh hùng. Tên ông được đặt tên trường tại quê và tên đường, tên cầu ở thành phố Cao Lãnh.